# Bel de nuit, Gérald Nanty
Bel de nuit, Gérald Nanty est une biographie publiée en 2007 par Élisabeth Quin, retraçant le parcours de Gérald Nanty, figure emblématique des nuits parisiennes des années 1960 à 1980.

## Présentation
À travers la figure de Gérald Nanty, premier animateur du « Club 65 », du « Bronx » ou encore du bar-restaurant « Mati’s », Élisabeth Quin brosse le portrait d’un homme charismatique, à l’origine des lieux nocturnes les plus sélects de Paris. Le texte explore à la fois la vie de Nanty et celle de la « faune noctambule » qui gravitait autour de lui, composées de couturiers (Yves Saint Laurent, Valentino), d’artistes (Françoise Sagan, Bernard Buffet), de personnalités LGBTQ+ et de figures du crime organisé. L’ouvrage alterne témoignages, anecdotes et description d’espaces festifs, mêlant légèreté et mélancolie,.

## Commentaires
Au travers de la vie d’un gérant et propriétaire de clubs, bars parisiens, Élisabeth Quin évoque des personnages de la vie nocturne des années 1960-1980 : Jacques Chazot, Roger Peyrefitte, Amanda Lear, Thierry Le Luron, Yves Mourousi, Alice Sapritch, Yves Navarre, Françoise Sagan. Elle fait également revivre des acteurs du Milieu et des bandes de l’époque.
Animateur du Club 65 dans les années 1960, Gérald Nanty vit la mutation des lieux parisiens de la rue Sainte-Anne, des lieux de convivialité homosexuelle tel Le Fiacre, haut lieu de sexualité hard comme Le Trap. Il assiste ensuite au déclin de la rue Sainte-Anne face à l’émergence d’autres sites festifs de plus grande ampleur notamment Le Palace et au développement du quartier du Marais.
Il s’agit d’un ouvrage de référence sur la nuit parisienne.

## Éditions
- Élisabeth Quin, Bel de nuit, Gérald Nanty, B. Grasset, 2007 (ISBN 978-2-246-69341-3)
- 2009, Le Livre de Poche, 320 p.,  (ISBN 9782253123842)[5]